# Генератор постійного струму

Схематично показано спосіб роботи колектора і приєднання до якірних обмоток. Всі складники, крім вугільних щіток з позначенням S і M, обертаються. Діаграма нижче показує напругу, яку можна отримати. На кресленні також показано обмотки ротора, виконані у вигляді кільця Гремма, що з'явилися через багато років після першого комутатора Hippolyte Pixii.

Генера́тор пості́йного стру́му — електрична машина постійного струму (генератор, що виробляє напругу постійної величини), яка перетворює механічну енергію на електричну.

## Загальний опис
Дія генератора постійного струму ґрунтується на явищі електромагнітної індукції: збудженні змінної електрорушійної сили (ЕРС) в обвитці ротора (якоря), під час його обертання в основному магнітному полі, створюваному обвиткою збудження на полюсах. Обвитка ротора з'єднана з колектором (механічним перетворювачем змінної ЕРС на постійну напругу), по пластинах якого ковзають контактні щітки, які почергово приєднують обвитку до зовнішнього електричного кола. Розрізняють генератори постійного струму з незалежним збудженням (від стороннього джерела струму) та із залежним збудженням (самозбудженням), зумовленим залишковим магнетизмом у станині й полюсах. Потужність генераторів постійного струму — від кількох ват до десятків тисяч кіловат, напруга — від одиниць до сотень і тисяч вольт. ККД їх, за повного навантаження — від 0,7 (малопотужні генератори) до 0,96 — генератори великої потужності. Генератори постійного струму застосовують для живлення електродвигунів постійного струму, у зварювальних пристроях, електричних установках літаків, тепловозів, автомобілів, у пристроях автоматики (мікрогенератори постійного струму), для електролізу тощо.

## Спосіб роботи генератора постійного струму

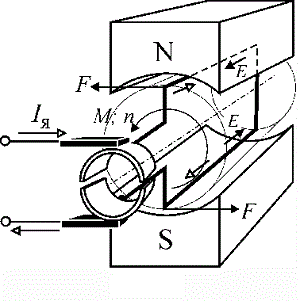
Зображення способу роботи генератора

Якщо до кінців петлі провідника, всередині якої обертається постійний магніт, приєднати навантаження, то в ній потече змінний струм. Станеться це через те, що полюси магніту міняються місцями. На цьому явищі засновано принцип роботи генераторів змінного струму, які є братами-близнюками машин постійного струму.
Вся хитрість, завдяки якій отримується струм котрий не змінює напрямку, полягає в тому, щоби встигати перемикати точки приєднання навантаження з тією ж швидкістю, з якою обертається магніт. Здійснити це завдання може тільки комутатор — особливий пристрій, котрий складається з декількох струмопровідних секторів, розділених діелектричними пластинами. Він закріплюється на якорі електричної машини і обертається синхронно з ним.
Знімання електричної енергії з якоря здійснюється щітками — здебільшого підпружиненими шматочками графіту, який має високу електропровідність і низький коефіцієнт тертя ковзання. В ту мить, коли струмопровідні сектори колектора міняються місцями, індукована ЕРС стає нульовою, але змінити знак вона не встигає, оскільки щітку вже передано струмознімальному сектору, приєднаному до іншого кінця провідника.
У підсумку, на виході пристрою виходить пульсова напруга однієї величини. Щоб згладити пульсацію напруги, використовується кілька якірних обмоток. Чим їх більше, тим менше кидки напруги на виході генератора. Кількість струмознімальних секторів на колекторі завжди вдвічі більше, ніж обмоток якоря.
Знімання виробленої напруги з обмотки якоря, а не статора, є корінною відмінністю машини постійного струму від генератора змінного струму. Це ж зумовило і їх істотну ваду: втрати на тертя між щітками і колектором, іскріння та нагрівання.

## Будова
Як і будь-яка електрична машина, генератор постійного струму, складається з якоря і статора.
Якір збирається зі сталевих пластин з поглибленнями, в які вкладаються обвитки. Їх кінці приєднуються до колектора, який складається з мідних пластин, розділених діелектриком. Колектор, якір з обвитками і вал електричної машини, після складання стають єдиним цілим.
Статор генератора є одночасно і його корпусом, на внутрішній поверхні якого закріплюється кілька пар постійних або електричних магнітів. Зазвичай використовуються електричні, осердя яких можуть бути відлиті разом з корпусом (для машин малої потужності) або набрані з металевих пластин.
Також на корпусі передбачається місце для кріплення струмознімальних щіток. Залежно від кількості полюсів магнітів на статорі, змінюється і кількість графітових елементів. Скільки пар полюсів, стільки-ж і щіток.

## Типи увімкнення електричних магнітів статора
Генератори постійного струму різняться за типом приєднання електричних магнітів статора. Вони можуть бути:
- з незалежним збудженням;
- паралельним;
- послідовним.

За незалежного збудження, електричні магніти статора приєднуються до окремого джерела постійного струму. Зазвичай це робиться крізь реостат. Перевагою такої схеми, є можливість регулювання генерованої електричної потужності в широких межах. Вадою — потреба мати додаткове джерело живлення.
Інші два способи, є окремими випадками самозбудження генератора, яке можливо за невеликого залишкового магнетизму статора. За паралельного збудження генератора постійного струму, електромагніти статора живляться частиною виробленої напруги. Це найбільш поширена схема.
У разі послідовного збудження коло електромагнітів вмикається послідовно з навантажувальним колом якоря. Величина струму, що протікає електромагнітами, істотно залежить від навантаження генератора. Тож така схема використовується тільки для увімкнення тягових двигунів постійного струму, які при гальмуванні переходять в режим генерації.
Застосовується і змішана схема приєднання обмотки збудження — паралельно-послідовна. Для цього на кожному полюсі електромагніту, повинно бути дві ізольовані обвитки (вмикаються послідовно та зазвичай, складаються всього з двох–трьох витків). Такі електричні машини застосовуються в тому разі, коли треба обмежити струм короткого замикання в навантаженні. Наприклад, у пересувних зварювальних агрегатах.
Наявність колекторно-щіткового вузла, істотно ускладнює будову електричної машини. Крім того, передавання виробленої енергії крізь нього, здійснюється з великими втратами і фізичними навантаженнями. Внаслідок цього, там де це можливо, машини постійного струму замінюють асинхронними генераторами з випрямлячем. Такими, наприклад, є всі автомобільні джерела електроенергії.